# سلمون آرم
سلمون آرم (به انگلیسی: Salmon Arm) شهری است در بریتیش کلمبیای کانادا که در کنار دریاچه شوسواپ در نیمهٔ راه بین کلگری و ونکوور در بزرگراه ترانس کانادا واقع شده است.

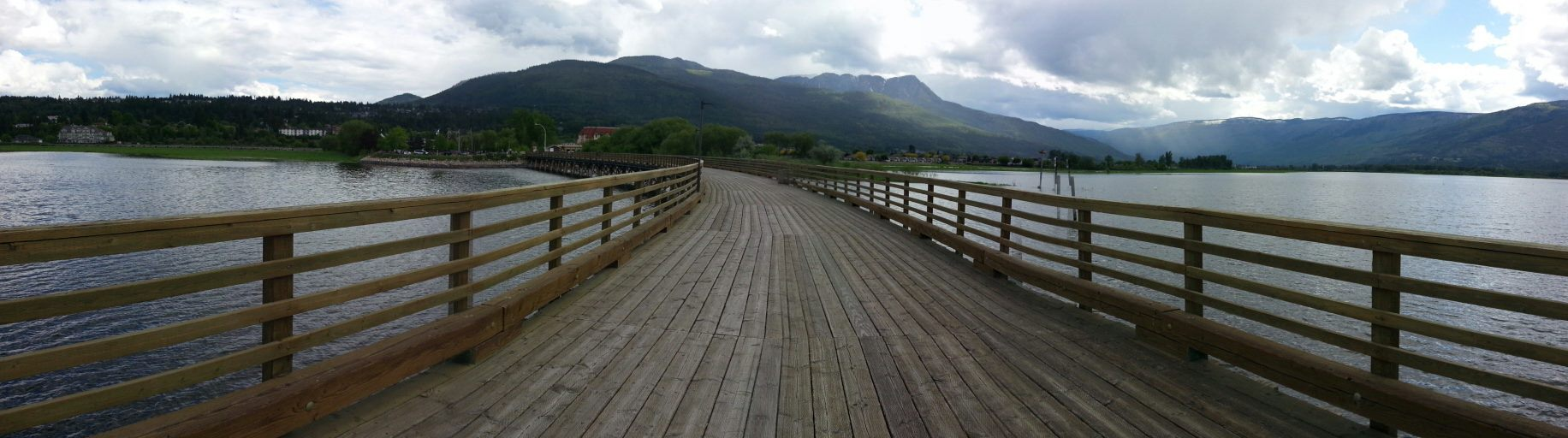
اسکله چوبی سلمون آرم در بریتیش کلمبیا رو به جنوب (مه ۲۰۱۳).

طبق آمار سال ۲۰۱۱ شهر رو به رشد سلمون آرم ۱۷٬۴۶۴ نفر جمعیت داشته است.
این شهر با آب و هوای چهار فصل بسیار عالی و دسترسی به مراقبت‌های بهداشتی، آموزش و پرورش و همچنین امکانات ورزشی، فرهنگی و تفریحات و سرگرمی‌های متنوع گزینه‌هایی استثنایی برای کیفیت زندگی ساکنان آن را فراهم می‌کند.
این شهر همچنین دارای مرکز شهری منحصر به فرد و زیبا است و دارای طولانی‌ترین اسکله چوبی در آمریکای شمالی است که گردشگران زیادی را از سراسر جهان به این شهر می‌کشاند.